# Borzytuchom
Borzytuchom (kaszub. Bòrzëtëchòmie lub też Bòrzitëchòm, Bòrzetëchòmié, niem. Borntuchen, tuż po wojnie Borysław) – wieś w Polsce położona w województwie pomorskim, w powiecie bytowskim, w gminie Borzytuchom, na Kaszubach, nad wschodnim brzegiem Dużego Jeziora, przy trasie zawieszonej obecnie linii kolejowej Bytów-Korzybie. 
W latach 1954–1972 wieś należała i była siedzibą władz gromady Borzytuchom. W latach 1975–1998 miejscowość administracyjnie należała do województwa słupskiego.
We wsi był przystanek kolejowy Borzytuchom.

## Etymologia nazwy wsi
W wieku XIV jak podaje nota Barbary Czopek w publikacji „Nazwy miejscowe Polski” – pod redakcją Kazimierza Rymuta, były trzy wsie o nazwie Tuchom.  Jedna z nich została wtórnie nazwana w języku niemieckim jako Borntuchen. Do nazwy Tuchom dodano człon pierwszy, z niemiecka Born- w języku polskim Borzy- zapewne (zdaniem autorki noty) od słowiańskiej nazwy osady Borza, w formie przymiotnikowej Borzy-.
Miejscowość jest siedzibą gminy Borzytuchom.
Inne miejscowości z prefiksem Tuchom: Tuchom, Tuchomie, Tuchomko

## Zabytki
- kościół z 1804, ceglany z centralną sterczyną pozorującą sygnaturkę.
- dom ryglowy z XIX w[5].